# 施托卡赫-恩根戰役
施托卡赫-恩根戰役發生於1800年5月3日，是第二次反法同盟中的一場戰鬥，由讓·維克多·莫羅指揮的法軍與保羅·克雷指揮的哈布斯堡軍隊展開交戰。這場戰鬥同時發生於兩個戰場，恩根戰場陷入了僵局，但法國將軍克洛德·勒古布成功從奧地利守軍下奪走了施托卡赫。該地為奧軍的主要補給基地，失去該地迫使克雷下令撤退。

## 註腳
1. 1 2 3  Smith (1998)，第181頁.
2. ↑  Le Spectateur militaire (1836)，第571頁.